# Jüdischer Friedhof (Kuppenheim)

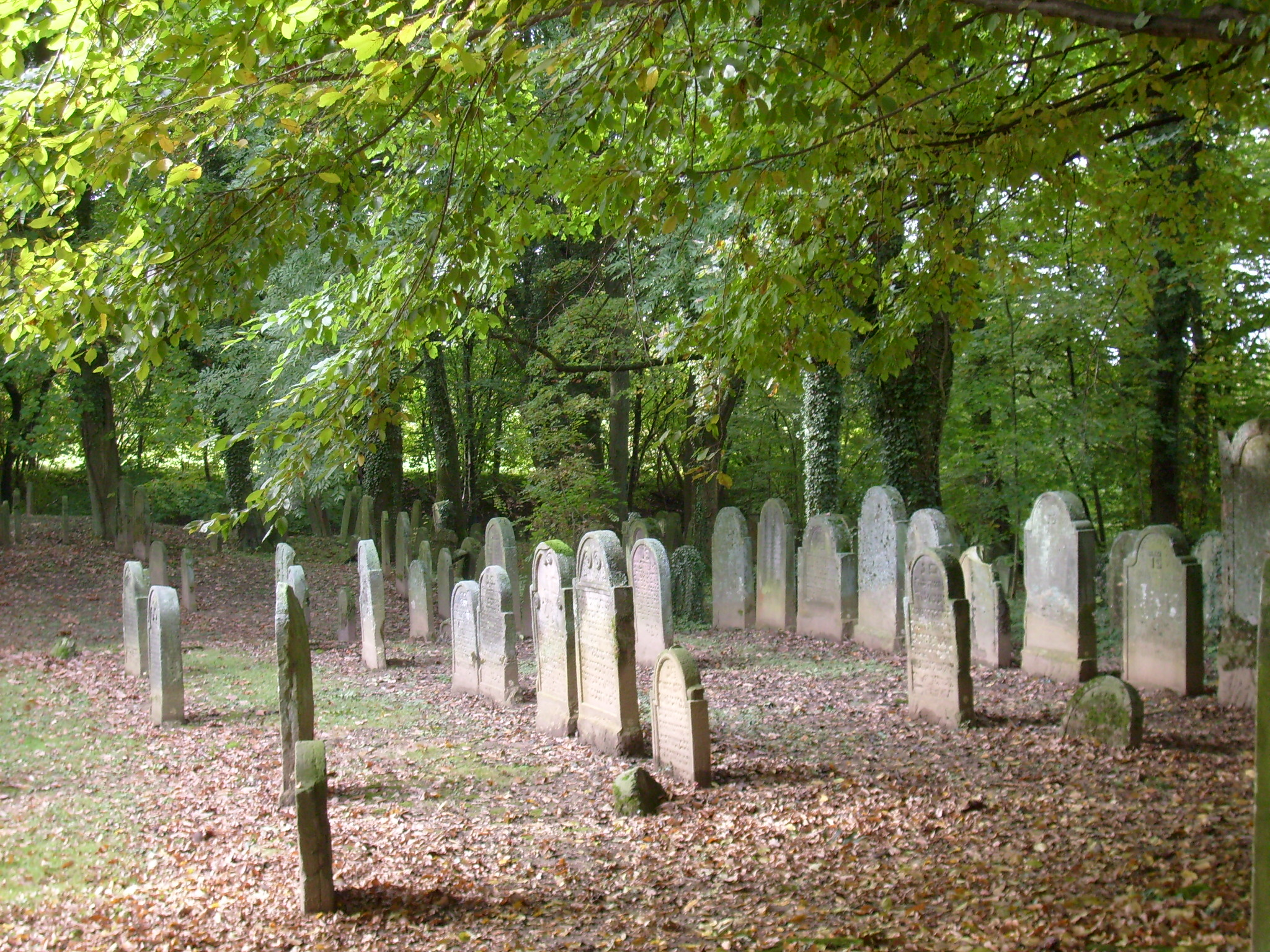
Jüdischer Friedhof in Kuppenheim

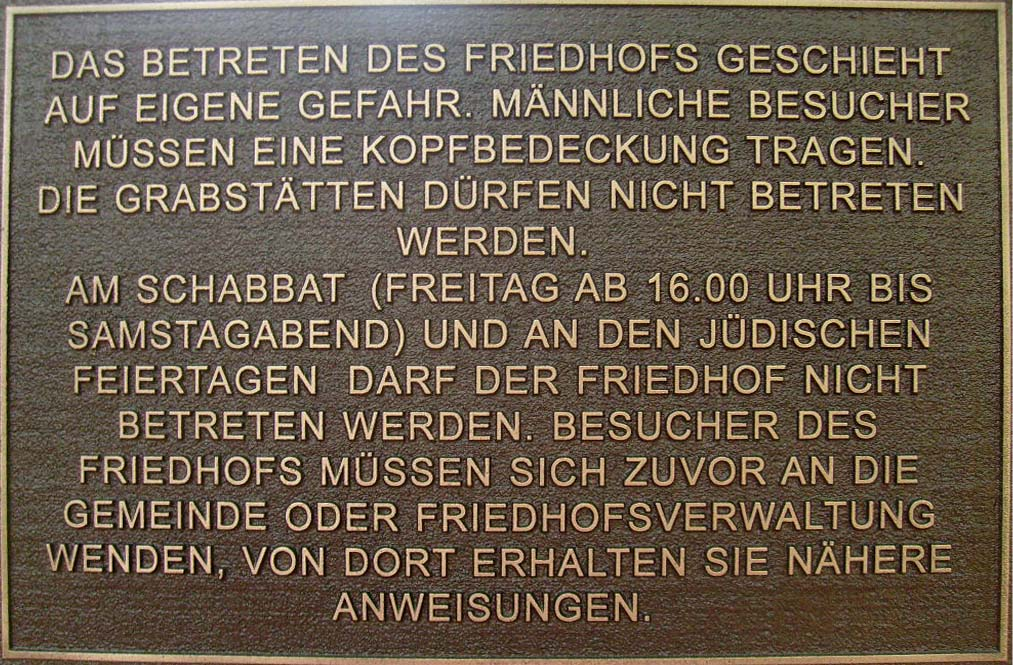
Hinweistafel auf dem jüdischen Friedhof in Kuppenheim

Der Jüdische Friedhof Kuppenheim in Kuppenheim, einer Stadt im Landkreis Rastatt (Baden-Württemberg), ist ein geschütztes Kulturdenkmal und befindet sich außerhalb des Ortes in der Stadtwaldstraße.

## Geschichte
Der jüdische Friedhof in Kuppenheim wird 1694 erstmals genannt. Er wurde als Verbandsfriedhof angelegt, auf dem die jüdischen Gemeinden der Umgebung ihre Toten bestatteten. Dies waren: Baden-Baden, Bodersweier, Bühl, Ettlingen, Freistett, Gernsbach, Hörden, Kehl, Kuppenheim, Lichtenau, Malsch, Muggensturm, Rastatt, Rheinbischofsheim und Stollhofen.
Der Friedhof hat eine Fläche von 104 Ar. Heute sind noch 1054 Grabsteine (Mazewot) vorhanden und die letzte Beerdigung fand 1983 statt.
Die 1889 erbaute Friedhofshalle (Taharahaus) wurde 1938 von den Nationalsozialisten zerstört.